# Heimat- und Verschönerungsverein Feldkirchen
Der Heimat- und Verschönerungsverein Feldkirchen e. V. (HVVF) betreut große Teile des Rheinsteigs. Gemäß Satzung unterstützt er Kultur, Sport und Heimatforschung in Feldkirchen. Er ist bei dem für Vereine in Neuwied zuständigen Amtsgericht Montabaur unter Register-Nr. 6 VR 10092 eingetragen.

## Aufgaben

### Wegebetreuung
Der Verein erhält jährlich einen festen Betrag von der Stadt. Diesen verteilt er auf einzelne Vereine des Ortsteils Feldkirchen, welche Wege, Schutzhütten und Bänke betreuen. Die Arbeit wird von den Einzelnen ehrenamtlich geleistet.
Der Verein betreut große Teile des Rheinsteigs. Er hat die Vorprojektierung zum Deichstadtweg geleistet. Dieser dient als Zugangsweg zum Rheinsteig. Zwischen Schloss Engers und dem Rheinsteig verläuft der Deichstadtweg auf dem Thüringen-Rhein-Wanderweg.

### Initiative „In der Heimat (Feldkirchen) alt werden dürfen“
Auf Anstoß durch den Verein fanden bereits Veranstaltungen statt, welche den Bürgern aus Feldkirchen durch Informationen helfen, weiter in ihren Häusern bis an ihr Ende wohnen zu bleiben. Von vornherein aktiv beteiligt waren der Ortsbeirat Feldkirchen, der Seniorenbeirat der Stadt Neuwied sowie die Arbeiterwohlfahrt Feldkirchen, in deren Seniorenbegegnungsstätte Veranstaltungen jeweils vor Sitzungen oder monatlichen Sprechstunden des Ortsbeirats stattfinden.

Der Verein arbeitet bei diesem Projekt mit einem Verein zur Gründung und Betreibung von Gemeinschaftlichem Wohnen zusammen.

In Rheinland unterstützt bereits das Ministerium für Ministerium für Soziales, Arbeit, Gesundheit und Demografie solche Projekte.

## Geschichte
Am 10. Februar 1895 wurde der Verein auf Initiative von Carl Moskopf (Fahr) und dem Lehrer Vollmar (Hüllenberg) gegründet. Aufgaben des Vereins waren zunächst „die Pflege und Förderung des Fremdenverkehrs und die Verschönerung im Kirchspiel Feldkirchen“. Bald folgte die Anlage eines Aussichtspunktes am Anfang Hüllenbergs mit Springbrunnen und Ruhebänken.
1903 wurde eine Schutzhütte am Kappel errichtet, 1904 eine kleine Grotte am Springbrunnen in Hüllenberg.
1911 unterstützte der Verein den Wegebau im Kehlbachtal aus eigener Kasse. Am Lindenbäumchen wurde eine Schutzhütte errichtet. 1913 wurde der Weg durchs Kehlbachtal bis zur Langenspitz fortgeführt. Das Tempelchen wurde 1929 eingeweiht und der Verein in „Verkehrs- und Verschönerungsverein“ umbenannt.
Das Waldschwimmbad in der Kehl wurde 1954 angelegt. 1955 entstand das Freigehege im Höstert (Tierpark). Seit 1957 trägt der Verein trägt wieder den Namen „Verkehrs- und Verschönerungsverein Feldkirchen“. 1968 wird der Wegebau erstmals vergütet.
1994 erfolgte die Übergabe des sogenannten „Schoppenweges“ (Verbindungsweg zwischen Leutesdorf und Feldkirchen) durch den VV Leutesdorf. Zum 100-jährigen Jubiläum pflanzte der HVVF vier Bäume auf dem alten Sportplatz. 1997 kam es zu Ankauf und Neugestaltung der Grabstätte des Malers Hugo Weischet und Ausstellung seiner Werke anlässlich seines 100-jährigen Geburtstages. 1998 benannte sich der Verein abermals um: Er heißt jetzt „Heimat- und Verschönerungsverein Feldkirchen e. V.“ Er veröffentlichte die folgenden Broschüren:
- „105 Jahre Heimat- und Verschönerungsverein Feldkirchen am Rhein: anno 1895–2000“, Text: Friedel-Wulf Kupfer[12]
- 2001 „Karl-Marx-Strasse No 33 oder Ein Haus hat Geburtstag: anno 1701–2001“, Text Bruno Zeitz.[13]